# Otomat
Otomat je protubrodski i obalni obrambeni projektil koji je razvila talijanska tvrtka OTO Melara zajedno s Matrom, a sada ga proizvodi MBDA. Ime dolazi od imena dva graditelja, "OTO Melara" i "Matra", a za kasnije verzije, Teseo, od talijanske riječi za Tezeja. Varijanta Milas je protupodmornička raketa. U posljednjoj verziji Mk/2E koju je kupila talijanska mornarica to je protubrodska raketa srednjeg dometa i raketa za kopneni napad.

## Opis
Otomat je protubrodska raketa dugog dometa s dosegom od oko 180 kilometara i prosječnom brzinom 1000 – 1100 km/h. Skladišti se i lansira iz kutije od stakloplastike mase 1610 kilograma. Ovaj spremnik ima pravokutni oblik za smještaj fiksnih krila projektila i nagib od 15 stupnjeva. Prilikom lansiranja, pojačivači (boosteri) pokreću projektil do visine od 200 metara  prije nego što se pokrene glavni motor i izvrši se spuštanje na 20 m. Projektili Otomat Mk2 imaju podatkovnu vezu za ažuriranje putanje. Dizajnirani su za pogađanje ciljeva  bojnom glavom od 210 kg koja može probiti do 80 milimetara čelika u zaronu od 180 m ili u načinu rada na visini od 2 m. Bojna glava dizajnirana je da eksplodira unutar broda sa snagom eksplozije usmjerenom prema njegovu dnu.
Tehnički podaci su: duljina 4,46 m, promjer 40 centimetara, raspon krila 1,35 m, masa pri lansiranju 780 kilograma.
Spremnik goriva u sredini trupa ima kapacitet od 90 litara, iza spremnika goriva nalazi se jednostavan turbomlazni motor TR-281 ARBIZON III. Dvostruki ROXEL pojačivači mase su 75 kilograma i daju ubrzanje od 6 g za četiri sekunde.
Turboméca TR.281 Arbizon III je mlazni motor oko 50 % snažniji od Harpoonovog turbomlaznog motora Willis. Potonji motor se očito koristi i na većem BGM-109 tako da ovaj ima manju brzinu (oko 800 km/h). Usisnici zraka su neuobičajenog broja, četiri, svi su smješteni ispred krila, na sredini trupa ( Harpoon i Tomahawk imaju samo jedan), što pridonosi karakterističnom, složenom obliku ove rakete.
Dostupna snaga omogućila je postavljanje u glomazni trup velike rezerve goriva, teške bojne glave i podatkovne veze (model Mk 2) za primanje ažuriranja barem jednom tijekom leta prema cilju.
Kontrole leta su četiri sklopiva upravljiva glavna krila i četiri repna upravljačka krila. Konstrukcija je izrađena od lakih legura, uglavnom aluminija. Radarski aktivni tragač ima domet, u talijanskoj verziji, od oko 8 km s metom srednje veličine, ali obično se aktivira na kraćoj udaljenosti.
Bojna glava je sprijeda, iza radarskog dijela i ispred radio-visinomjera i nekih drugih elektroničkih sustava. Visokoeksplozivna bojeva glava je polu-probojnog tipa i ima punilo tipa Hertol od 65 kg: 56 kg je glavno punjenje, plus 16 radijalnih malih naboja koji će eksplodirati unutar broda nakon glavne eksplozije, a sposobnost probijanja oklopa je oko 7 – 8 cm.
U tipičnom rasporedu postoji 4 – 8 kutija od fiberglasa s projektilom koji se drži šinom na krovu. Ukupna masa je 1610 kg.
Podatkovne veze uključene su u upravljačke sustave TESEO ili ERATO. ERATO ima kompjuterizirane konzole CLIO, dok TESEO ima konzole MM/OJ-791, mase 570 kg s potrebnom električnom snagom od 4 kilovata. Data-link se zove PRT400 sustav, a komponente su PTR402 oznaka za projektil (kao prijemnik), PRT401 oznaka za odašiljač (brodski) ili PTR403 (nošen helikopterom). Ostali sustavi koji se mogu ugraditi uključuju sustav PRT404 za lake brodove i sustav PRT405 za helikoptere.
Sveukupne prednosti ovog projektila su veliki domet, brzina, sposobnost klizanja uz more i snažna bojeva glava.
Slabosti su potreba za helikopterom za navođenje tijekom putanje, velike dimenzije (utječu na radarski presjek RCS i IR potpis), nedostatak složenih manevara (sinkronizacija napada, sposobnosti ponovnog uključivanja, ECCM sposobnost koja nije u skladu s trenutnim standardima i nikada nije objavljena), i dostupnost samo površinskih verzija: nisu razvijene verzije za podmornice i zrakoplove.
To je uzrokovalo probleme službama koje su nabavile ove protubrodske projektile: talijanske snage koriste Otomat (brodove), Marte (helikoptere), Kormoran (Tornada), Harpoone (nije potvrđeno za podmornice). S obzirom na potrebu kupnje drugih potpuno različitih raketnih sustava, mnogi su kupci jednostavno kupili 'obitelj raketnih sustava' kao u seriji Harpoon i obitelji Exocet s očitim operativnim i ekonomskim prednostima. 

### Milas
Odvojeni put doveo je do razvoja Milasa, protupodmorničke varijante Otomata Mk2. Veći je od Otomata, dugačak je 6 m i težak 800 kg, a isporučuje torpedo MU90 na domet od preko 35 kilometara. Započeo je 1986. kao francusko-talijanski program za projektil koji može isporučiti lagani protupodmornički torpedo. Prvo probno lansiranje obavljeno je 1989., još deset lansiranja s postavljenim torpedima obavljeno je do 1993. Testovi su završili 1999., međutim, do tada je Francuska izgubila interes za sustav iako je prvotno predložila ideju kao zamjenu za vlastiti sustav Malafon. Tako je Milas 2002. ušao u službu samo talijanske mornarice, nakon gotovo 20 godina razvoja. Mils je dan/noć sustav za sve vremenske uvjete koji može lansirati torpedo u vodu 35 km od platforme za lansiranje u roku od tri minute. 
Projektili Milas nalaze se u službi na dva razarača klase Durand de la Penne i četiri protupodmorničke fregate FREMM talijanske mornarice.